# Saint-Martin Calvaire British Cemetery
Le  Saint-Martin Calvaire British Cemetery  est un cimetière militaire britannique de la Première Guerre mondiale, situé sur le territoire de la commune de Saint-Martin-sur-Cojeul, dans le département du Pas-de-Calais, à l'est d'Arras.
Un autre cimetière militaire britannique est implanté sur le territoire de la commune : le Cojeul British Cemetery.

## Localisation
Ce cimetière est à 500 m au sud-est du village, rue de Fontaine, à côté du cimetière communal.

## Histoire

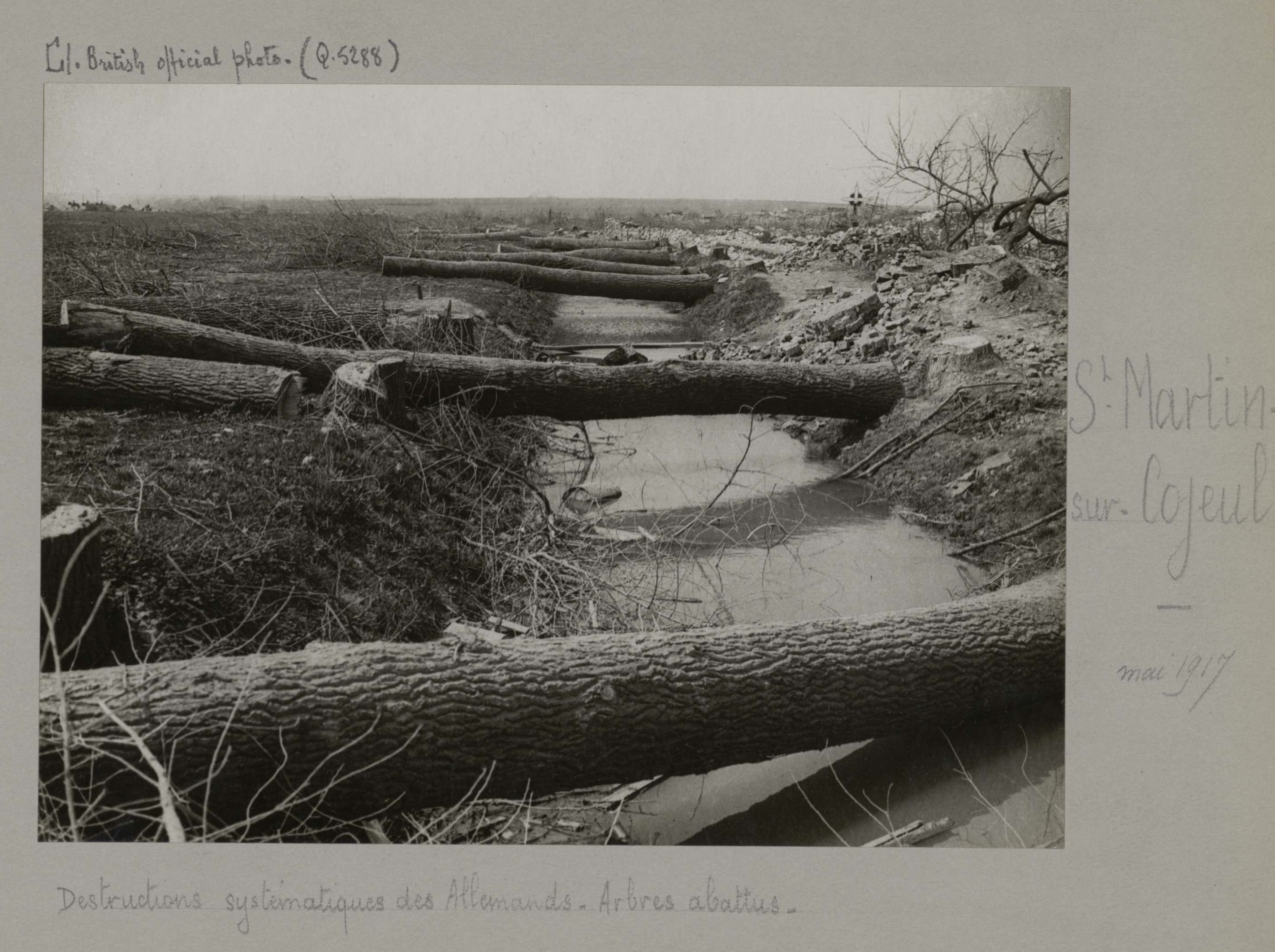
L'état du ruisseau Le Cojeul en mai 1917 après le retrait des Allemands sur la Ligne Hindenburg. On aperçoit sur la droite une tombe allemande et sur la gauche, des cavaliers (photo Armée britannique).

Aux mains des Allemands dès fin août 1914, le village reste loin des combats jusqu'en mars 1917, date à laquelle les Allemands  évacuent tous les habitants et détruisent complètement les habitations pour transformer la zone en un no man's land à la suite de leur retrait sur la ligne Hindenburg.
Le village de Saint-Martin-sur-Cojeul est pris par la 30e division le 9 avril 1917. Il est perdu en mars 1918 lors de l'offensive du Printemps de l'armée allemande et sera repris définitivement en août suivant lors de la percée de la Ligne Hindenburg .
Le cimetière britannique St. Martin Calvaire a été nommé d'après un calvaire qui a été détruit pendant la guerre. Il a été commencé par des unités de la 30e division en avril 1917 et utilisé jusqu'en mars 1918.
Le cimetière contient 228 sépultures du Commonwealth de la Première Guerre mondiale, dont cinq non identifiées. Il y a aussi trois tombes allemandes dans le cimetière.

## Caractéristiques
Ce cimetière a un plan carré, de 20 m de côté, entouré d'un muret de moellons et d'un mur de briques le long du cimetière communal. Le cimetière a été conçu par Edwin Lutyens et George Hartley Goldsmith

## Sépultures
| Pays        | Sépultures |
| ----------- | ---------- |
| Royaume-Uni | 228        |
| Allemagne   | 3          |
| Total       | 231        |

## Galerie

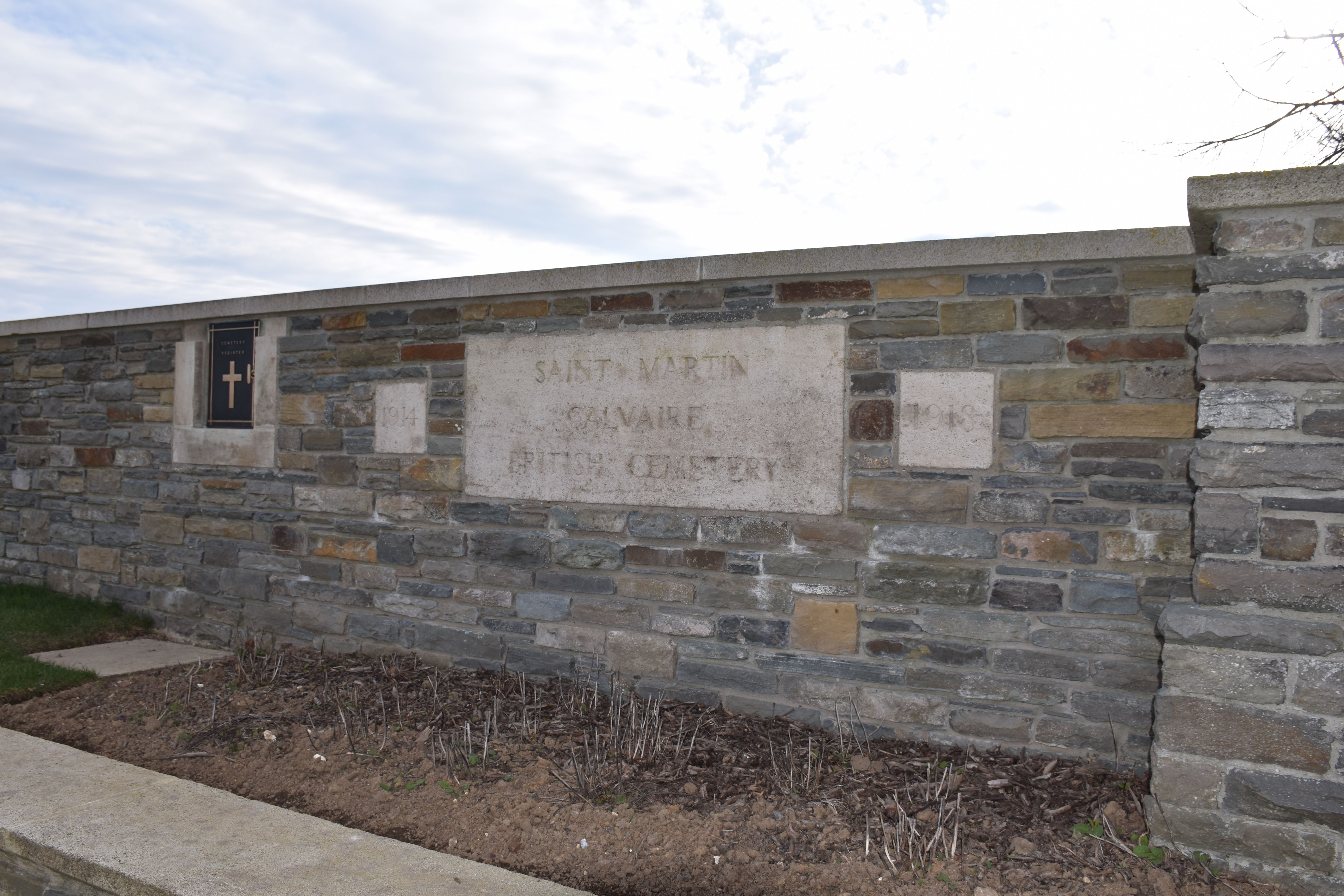
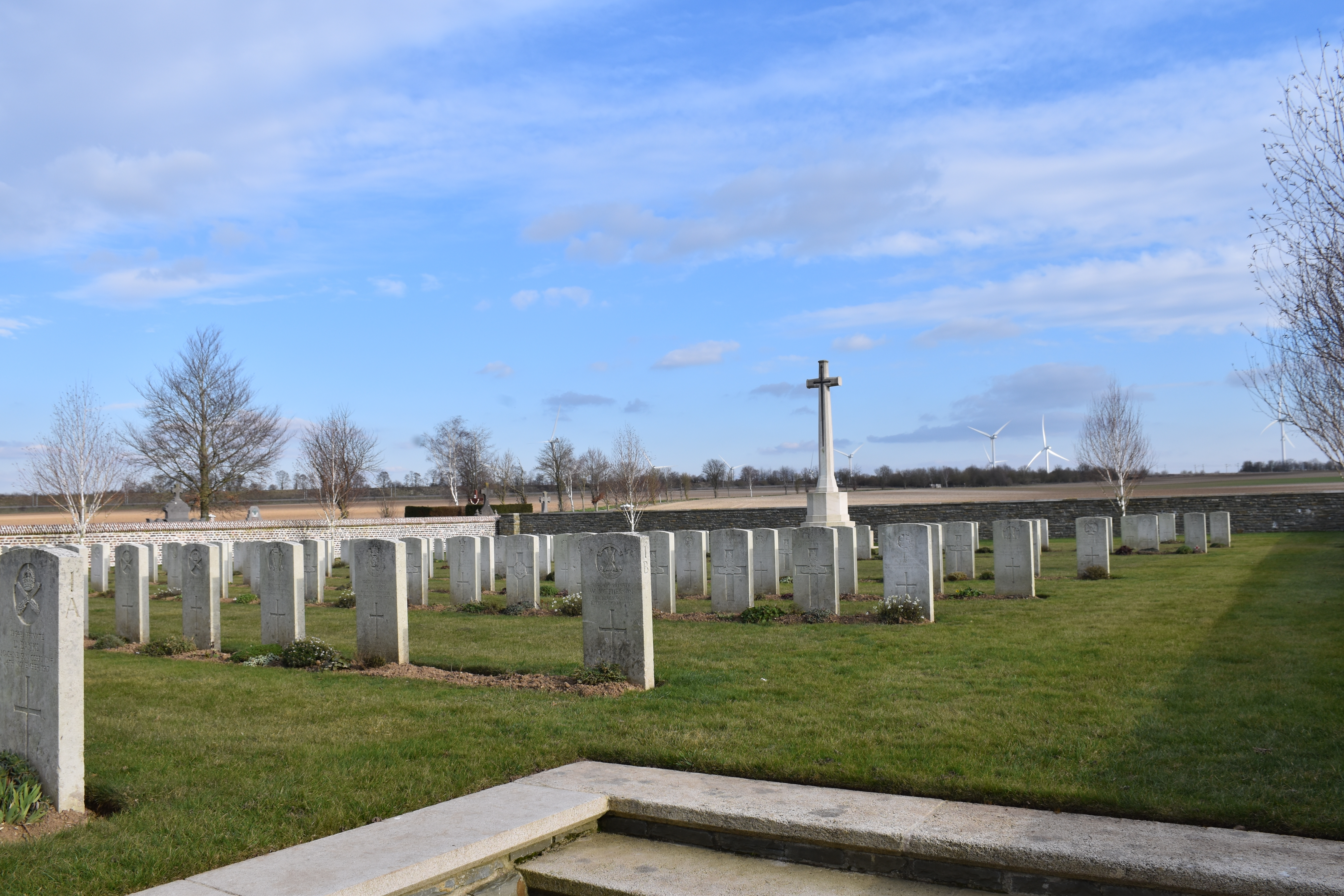
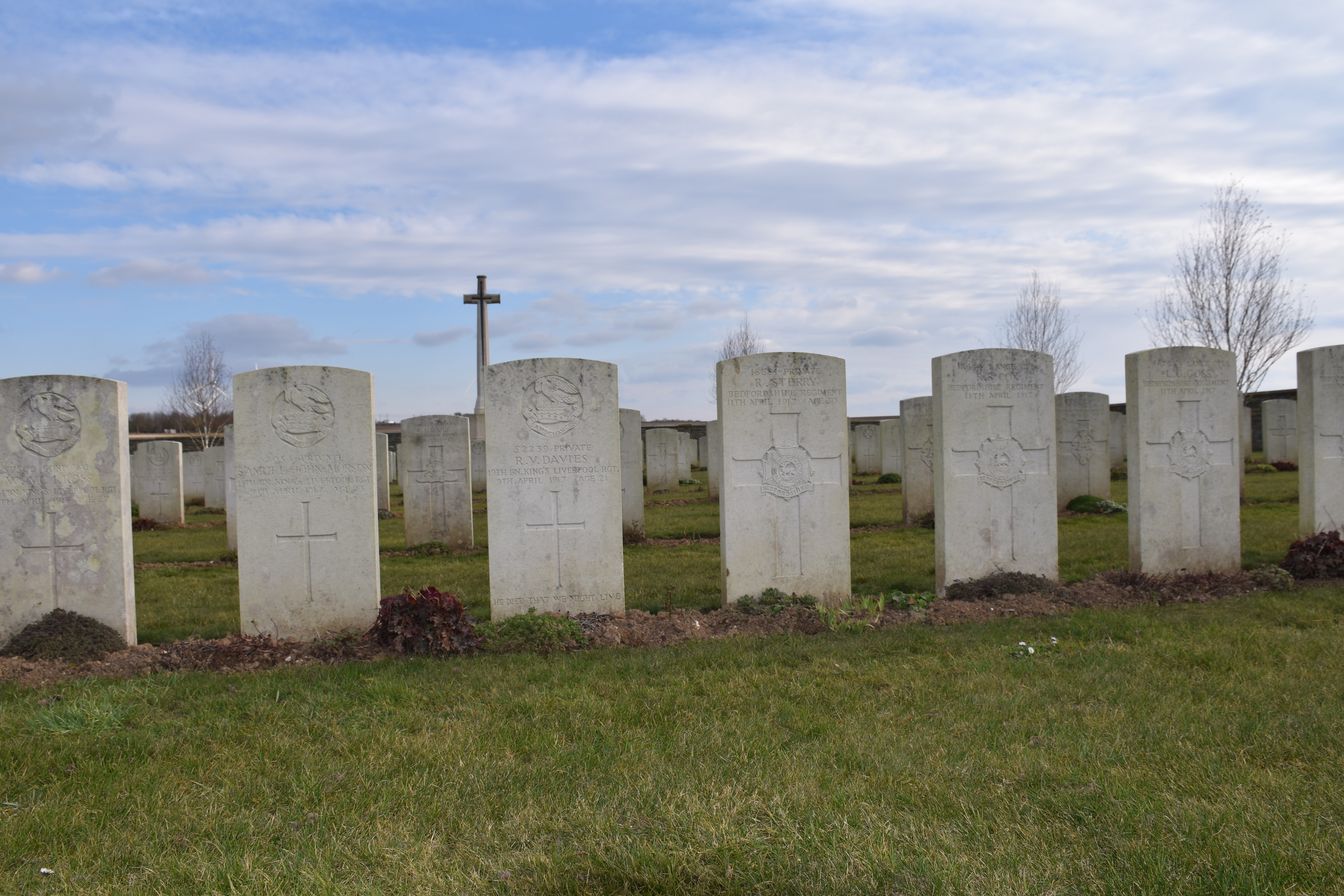
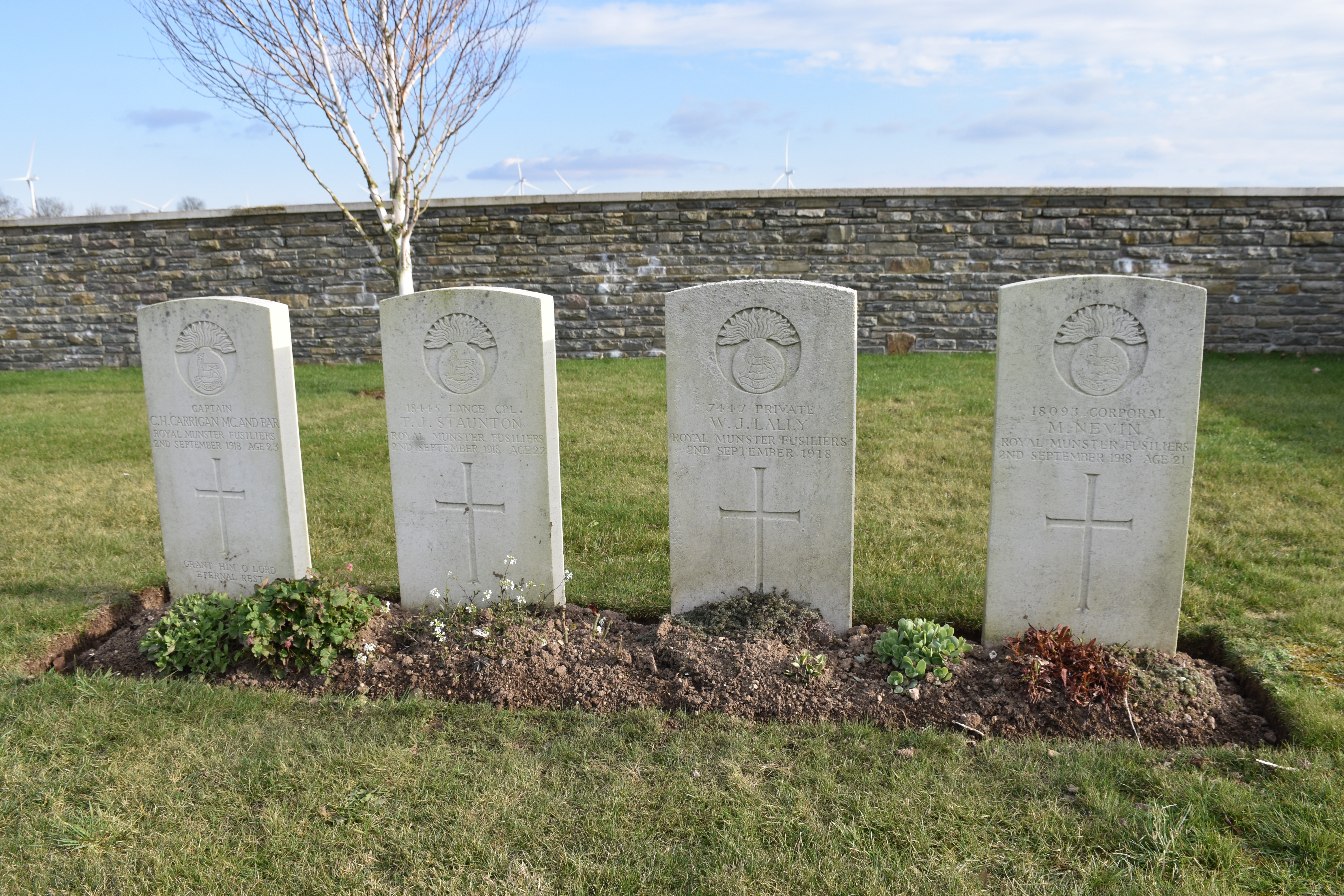
Les tombes de soldats du Royal Munster Fusiliers (en) tombés le 2 septembre 1918.
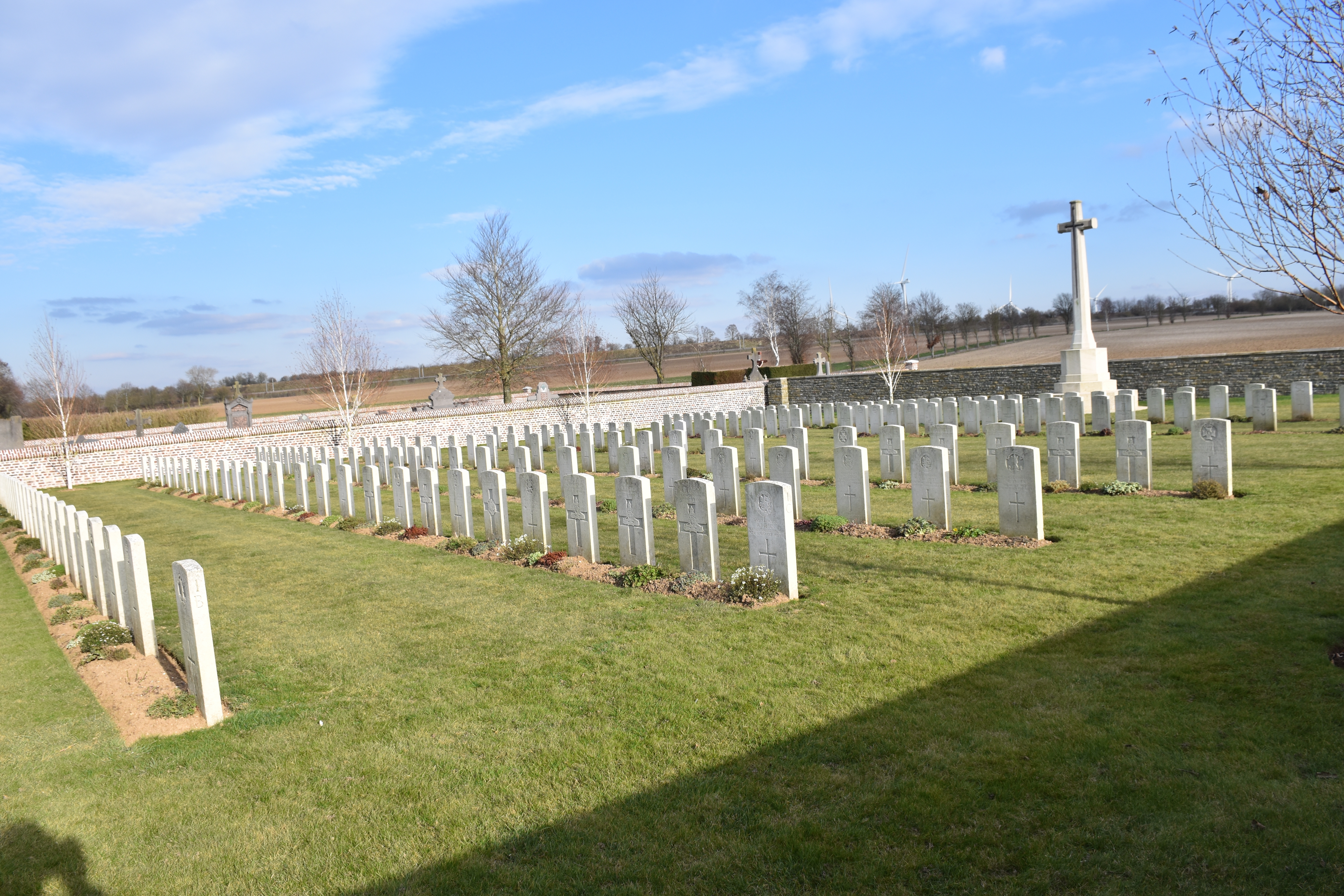

## Pour approfondir